# Кутейкін Андрій Васильович
Андрій Васильович Кутейкін (рос. Андрей Васильевич Кутейкин; 30 вересня 1984, м. Електросталь, СРСР) — російський хокеїст, захисник. Виступає за «Салават Юлаєв» (Уфа) у Континентальній хокейній лізі. Майстер спорту.
Вихованець хокейної школи «Трактор» (Челябінськ). Виступав за «Кристал» (Саратов), «Салават Юлаєв» (Уфа).
У складі національної збірної Росії учасник EHT 2006, 2007 і 2008.
Досягнення
- Чемпіон Росії (2008)
- Володар Кубка Гагаріна (2011).